# Белорем
Белорем (англ. Belleoram) — містечко в Канаді, у провінції Ньюфаундленд і Лабрадор.

## Населення
За даними перепису 2016 року, містечко нараховувало 374 особи, показавши скорочення на 8,6%, порівняно з 2011-м роком. Середня густина населення становила 177,3 осіб/км².
З офіційних мов обидвома одночасно не володів жоден з жителів, тільки англійською — 375.
Працездатне населення становило 55,7% усього населення, рівень безробіття — 20,6% (15% серед чоловіків та 28,6% серед жінок). 85,3% осіб були найманими працівниками, а 11,8% — самозайнятими.
Середній дохід на особу становив $22 142 (медіана $18 656), при цьому для чоловіків — $24 750, а для жінок $19 170 (медіани — $21 824 та $17 152 відповідно).
26,2% мешканців мали закінчену шкільну освіту, не мали закінченої шкільної освіти — 62,3%, 11,5% мали післяшкільну освіту.
| Статево-вікова структура населення | Статево-вікова структура населення | Статево-вікова структура населення | Статево-вікова структура населення | Статево-вікова структура населення |
| ---------------------------------- | ---------------------------------- | ---------------------------------- | ---------------------------------- | ---------------------------------- |
|                                    |                                    |                                    |                                    |                                    |
| Всього                             | Всього                             | 53,3%46,7%                         |                                    |                                    |
| 0 — 14 років                       | 0 — 14 років                       |                                    | 19,2%                              | 19,2%                              |
| 15 — 64 років                      | 15 — 64 років                      |                                    | 69,9%                              | 69,9%                              |
| 65 і більше                        | 65 і більше                        |                                    | 11%                                | 11%                                |
| Середній вік (років)               | Середній вік (років)               | 38,940,5                           | 39,6                               | 39,6                               |
| Медіана (років)                    | Медіана (років)                    | 45,244,5                           | 45,0                               | 45,0                               |
| — чоловіки — жінки                 |                                    |                                    |                                    |                                    |

| Походження мешканців:     | Походження мешканців:     | Походження мешканців: | Походження мешканців: | Походження мешканців: |
| ------------------------- | ------------------------- | --------------------- | --------------------- | --------------------- |
| Походження                |                           |                       | осіб                  | %                     |
| Корінні американці        | Корінні американці        |                       | 0                     | 0%                    |
| Інше північноамериканське | Інше північноамериканське |                       | 270                   | 71.05%                |
| Європейське               | Європейське               |                       | 160                   | 42.11%                |
| британське                | британське                |                       | 160                   | 42.11%                |

| Зайнятість населення за галузями (за класифікацією NOC): | Зайнятість населення за галузями (за класифікацією NOC): | Зайнятість населення за галузями (за класифікацією NOC): | Зайнятість населення за галузями (за класифікацією NOC): | Зайнятість населення за галузями (за класифікацією NOC): |
| -------------------------------------------------------- | -------------------------------------------------------- | -------------------------------------------------------- | -------------------------------------------------------- | -------------------------------------------------------- |
|                                                          |                                                          |                                                          |                                                          |                                                          |
| Управління                                               | Управління                                               |                                                          | 6,1%                                                     | 6,1%                                                     |
| Освіта, правозахист, муніципальні та урядові служби      | Освіта, правозахист, муніципальні та урядові служби      |                                                          | 9,1%                                                     | 9,1%                                                     |
| Роздрібна торгівля та послуги                            | Роздрібна торгівля та послуги                            |                                                          | 15,2%                                                    | 15,2%                                                    |
| Гуртова торгівля, транспорт та обладнання                | Гуртова торгівля, транспорт та обладнання                |                                                          | 12,1%                                                    | 12,1%                                                    |
| Природні ресурси, сільське господарство                  | Природні ресурси, сільське господарство                  |                                                          | 51,5%                                                    | 51,5%                                                    |
| Виробництво                                              | Виробництво                                              |                                                          | 9,1%                                                     | 9,1%                                                     |

## Клімат
Середня річна температура становить 4,9°C, середня максимальна – 18,9°C, а середня мінімальна – -8,7°C. Середня річна кількість опадів – 1 629 мм.
| Клімат поселення                              | Клімат поселення | Клімат поселення | Клімат поселення | Клімат поселення | Клімат поселення | Клімат поселення | Клімат поселення | Клімат поселення | Клімат поселення | Клімат поселення | Клімат поселення | Клімат поселення | Клімат поселення |
| Показник                                      | Січ.             | Лют.             | Бер.             | Квіт.            | Трав.            | Черв.            | Лип.             | Серп.            | Вер.             | Жовт.            | Лист.            | Груд.            |                  |
| Середній максимум, °C                         | −0,08            | −0,8             | 1,68             | 5,90             | 10,13            | 14,10            | 17,38            | 18,88            | 15,23            | 10,48            | 6,05             | 1,80             |                  |
| Середня температура, °C                       | −4,03            | −4,75            | −2,3             | 1,98             | 6,15             | 10,18            | 14,40            | 15,88            | 12,25            | 7,50             | 3,05             | −1,15            |                  |
| Середній мінімум, °C                          | −8               | −8,73            | −6,25            | −1,98            | 2,18             | 6,20             | 11,43            | 12,90            | 9,25             | 4,53             | 0,08             | −4,13            |                  |
| Норма опадів, мм                              | 153              | 146              | 124              | 125              | 116              | 124              | 114              | 103              | 161              | 152              | 160              | 151              |                  |
| Середньомісячна швидкість вітру, м/с          | 8.80             | 8.13             | 7.63             | 6.68             | 5.68             | 5.10             | 4.90             | 5.10             | 5.85             | 6.80             | 7.80             | 8.50             |                  |
| Середньомісячна сонячна радіація, кДж/м²·день | 3979             | 6946             | 10993            | 14321            | 17526            | 19116            | 18626            | 16001            | 12189            | 7422             | 4262             | 3172             |                  |
| --------------------------------------------- | ---------------- | ---------------- | ---------------- | ---------------- | ---------------- | ---------------- | ---------------- | ---------------- | ---------------- | ---------------- | ---------------- | ---------------- | ---------------- |
| Джерело:                                      |                  |                  |                  |                  |                  |                  |                  |                  |                  |                  |                  |                  |                  |